# Shawn Hatosy
Shawn Wayne Hatosy (Frederick, 29 dicembre 1975) è un attore statunitense.

## Biografia
Di origini ungheresi, Hatosy nasce nel Maryland, figlio di Carol, un'ufficiale di prestito, e Wayne Hatosy, un graphic designer. Nel 1994 si diploma alla Linganore High School, dove era membro della squadra di basket liceale e dove cantava in una band. Shawn, che è sposato dal 2010 con l'attrice Kelly Albanese e ha un figlio, vive a Los Angeles. 
Debutta nel 1995 nel film A casa per le vacanze dove ha un piccolo ruolo, nel 1997 recita nel film Innocenza infranta, a cui seguono partecipazioni alla commedia di successo In & Out e a The Faculty di Robert Rodriguez, dove per la prima volta ha un ruolo principale. Negli anni seguenti si divide tra cinema e televisione, prendendo parte ai film John Q e Ore 11:14 - Destino fatale e alle serie tv Six Feet Under, Felicity, CSI - Scena del crimine e E.R. - Medici in prima linea.
Nel 2006 è nel cast del film di Nick Cassavetes Alpha Dog, in quella occasione conosce Justin Timberlake, che in seguito lo inviterà a partecipare al suo videoclip What Goes Around... Comes Around, assieme a Scarlett Johansson. Dal 2009 interpreta il ruolo dell'agente Sammy Bryant nella serie televisiva poliziesca Southland. Nel 2009 è in Nemico pubblico - Public Enemies, con Johnny Depp e Christian Bale, e in Il cattivo tenente - Ultima chiamata New Orleans, dove affianca Nicolas Cage. Nel 2016 è nel cast della serie televisiva Animal Kingdom.

## Filmografia

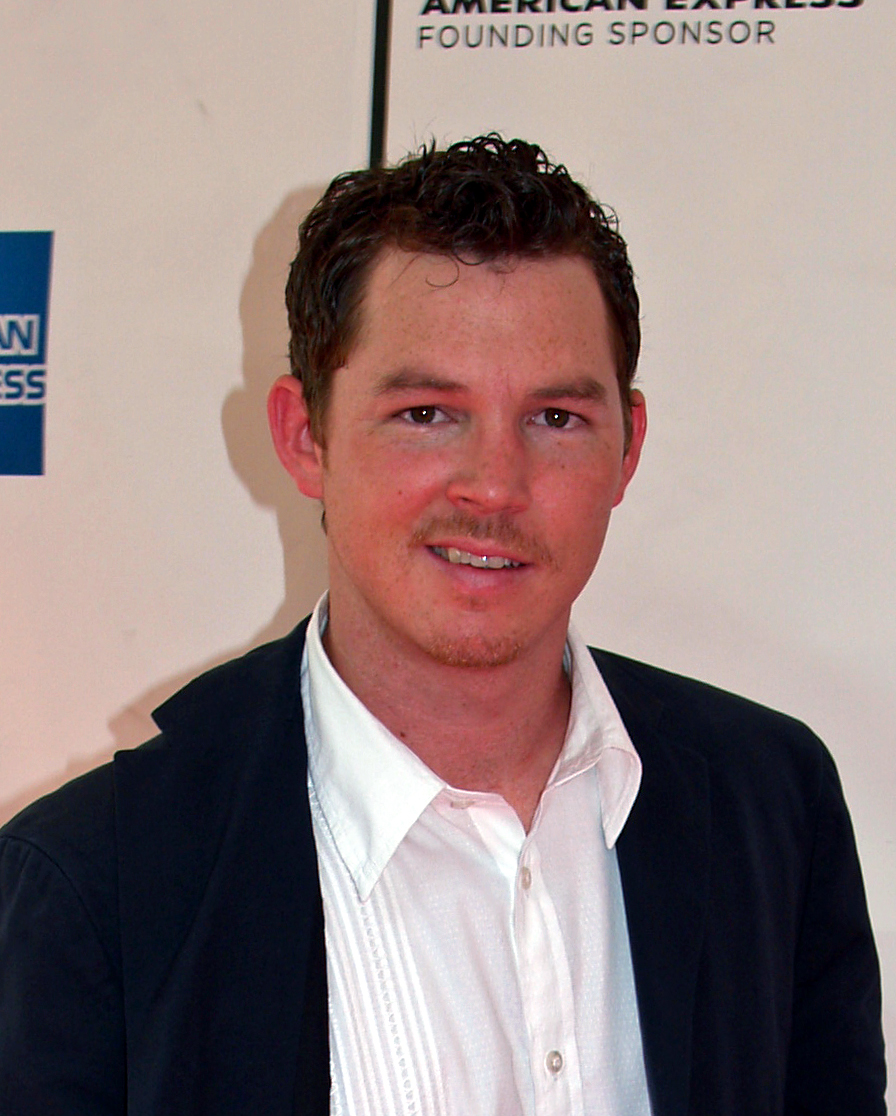
Shawn Hatosy al Tribeca Film Festival nel 2007

### Cinema
- A casa per le vacanze (Home for the Holidays), regia di Jodie Foster (1995)
- Libertà vigilata (No Way Home), regia di Buddy Giovinazzo (1996)
- All Over Me, regia di Alex Sichel (1997)
- Innocenza infranta (Inventing the Abbotts), regia di Pat O'Connor (1997)
- Niagara, Niagara, regia di Bob Gosse (1997)
- In & Out, regia di Frank Oz (1997)
- L'uomo del giorno dopo (The Postman), regia di Kevin Costner (1997)
- The Faculty, regia di Robert Rodriguez (1998)
- L'occasione per cambiare (Outside Providence), regia di Michael Corrente (1999)
- Inganni pericolosi (Simpatico), regia di Matthew Warchus (1999)
- La mia adorabile nemica (Anywhere But Here), regia di Wayne Wang (1999)
- Pazzo di te! (Down to You), regia di Kris Isacsson (2000)
- Borstal Boy, regia di Peter Sheridan (2000)
- Giovani assassini nati (Tangled), regia di Jay Lowi (2001)
- John Q, regia di Nick Cassavetes (2002)
- The Cooler, regia di Wayne Kramer (2003)
- Cose da maschi (A Guy Thing), regia di Chris Koch (2003)
- Ore 11:14 - Destino fatale (11:14), regia di Greg Marcks (2003)
- Dallas 362 - Giovani e ribelli (Dallas 362), regia di Scott Caan (2003)
- Swimmers, regia di Doug Sadler (2005)
- Little Athens, regia di Tom Zuber (2005)
- Alpha Dog, regia di Nick Cassavetes (2006)
- Factory Girl, regia di George Hickenlooper (2006)
- Nobel Son - Un colpo da Nobel (Nobel Son), regia di Randall Miller (2007)
- Familiar Strangers, regia di Zackary Adler (2008)
- Lazarus Project - Un piano misterioso (The Lazarus Project), regia di John Patrick Glenn (2008)
- Nemico pubblico - Public Enemies (Public Enemies), regia di Michael Mann (2009)
- Il cattivo tenente - Ultima chiamata New Orleans (Bad Lieutenant: Port of Call New Orleans), regia di Werner Herzog (2009)
- La notte non aspetta 2 - Strade violente (Street Kings 2: Motor City), regia di Chris Fisher (2011)
- Inarrestabile (Unstoppable), regia di William Goldenberg (2025)

### Televisione
- Homicide (Homicide: Life on the Street) – serie TV, episodio 3x16 (1995)
- Law & Order - I due volti della giustizia (Law & Order) – serie TV, episodio 6x16, 22x14 (1996, 2023)
- Felicity – serie TV, episodi 4x09-4x12 (2001-2002)
- Six Feet Under – serie TV, episodio 2x01 (2002)
- Soldier's Girl, regia di Frank Pierson – film TV (2003)
- The Twilight Zone – serie TV, episodio 1x37 (2003)
- CSI - Scena del crimine (CSI: Crime Scene Investigation) – serie TV, episodio 5x22 (2005)
- E.R. - Medici in prima linea (ER) – serie TV, episodio 13x07 (2006)
- Numb3rs – serie TV, episodi 3x04-3x24-4x01 (2006-2007)
- My Name Is Earl – serie TV, episodio 3x11 (2007)
- Southland – serie TV, 39 episodi (2009-2013)
- Law & Order: Criminal Intent – serie TV, episodio 8x10 (2009)
- Dexter – serie TV, episodi 5x02-5x03 (2010)
- CSI: Miami – serie TV, episodio 9x05 (2010)
- Law & Order: LA – serie TV, episodio 1x15 (2011)
- Hawaii Five-0 – serie TV, episodio 2x06 (2011)
- Criminal Minds – serie TV, episodio 7x10 (2011)
- Law & Order - Unità vittime speciali (Law & Order: Special Victims Unit) – serie TV, episodio 13x18 (2012)
- Longmire – serie TV, episodio 1x07 (2012)
- Body of Proof – serie TV, episodi 3x01-3x02 (2013)
- Reckless – serie TV, 13 episodi (2014)
- Bosch – serie TV, 4 episodi (2015)
- Fear the Walking Dead – serie TV, episodi 1x04-1x05-1x06 (2015)
- For Justice, regia di Ava DuVernay – film TV (2015)
- Animal Kingdom – serie TV, 75 episodi (2016-2022)
- Flaked – serie TV, 4 episodi (2017)
- SEAL Team – serie TV, episodio 5x12 (2022)
- Chicago P.D. – serie TV, 9 episodi (2024-2025)
- Rescue: HI-Surf – serie TV, 4 episodi (2024-2025)
- The Pitt – serie TV (2025)

## Doppiatori italiani
Nelle versioni in italiano delle opere in cui ha recitato, Shawn Hatosy è stato doppiato da:
- Stefano Crescentini in La mia adorabile nemica, Pazzo di te!, Dallas 362 - Giovani e ribelli, Alpha Dog, Factory Girl, Hawaii Five-0, Body of Proof
- Roberto Gammino in In & Out, Lazarus Project - Un piano misterioso, Southland
- Alessandro Quarta in Giovani assassini nati, Law & Order - Unità vittime speciali, Reckless
- Simone D'Andrea in La notte non aspetta 2 - Strade violente, Animal Kingdom, Inarrestabile
- Emiliano Coltorti in Felicity, Bosch
- Alessandro Rigotti in CSI - Scena del crimine, CSI: Miami
- Stefano Brusa in Law & Order: Criminal Intent, Law & Order: LA
- Simone Mori in L'uomo del giorno dopo
- Alessio Cigliano in Chicago PD
- Alessandro Tiberi in The Faculty
- Fabrizio Vidale in Inganni pericolosi
- Fabio Boccanera in John Q
- Gianluca Crisafi in The Cooler
- Francesco Pezzulli in Ore 11:14 - Destino fatale
- Alberto Bognanni in Swimmers
- Gabriele Lopez in Nobel Son - Un colpo da Nobel
- Davide Quatraro in Nemico pubblico - Public Enemies
- Teo Bellia in Dexter
- Riccardo Rossi in Criminal Minds
- Fabrizio Manfredi in Longmire
- Guido Di Naccio in Fear the Walking Dead
- Francesco Venditti in Law & Order: I due volti della giustizia (ep. 22×14)
- Davide Albano in Flaked
- Gianfranco Miranda in The Pitt